# Duvan López
Duvan López (Quimbaya, 1954) és un artista pintor i escultor colombià conegut per la seva intervenció artística a la Capella de Sant Martí de Capellada a Besalú. La seva obra més coneguda "la Cadira per la Pau" el 2013 i el 2017 va ser elegida com el nou emblema de la Schengen Peace Foundation.

## Ressenya biogràfica
El 1987 va rebre el Primer Premi del "Saló Regional d'Artistes".
El 1993 va emprendre un període de viatges  fruit dels quals foren exposicions a ciutats com Nova York, París i Barcelona. El 1998 va fixar la seva residència a Barcelona. Deu anys després, el 2008, instal·là la seva casa taller al poble medieval de Besalú, Girona on resideix actualment. L' any 2019, en el marc del programa “Colombianos Estrella”, fou condecorat pel congressista Juan David Vélez per llur aportació en l'àmbit cultural, artístic i esportiu.
Pintà la seva primera obra als 4 anys. El 1987 guanyà el Primer Premi del "Salón Regional de Artistas" a Quindío. La primera exposició de les seves obres fora de Colòmbia va tenir lloc el 1993, a la Gallery Bachue de Nova York.
Les obres destacades en el període posterior són tant pintures com escultures, instal·lacions artístiques o l'art digital.
L'artista es caracteritza per l' ús del color, la ruptura amb la visió de la perspectiva única, el simbolisme i l'ús dels efectes òptics. Les seves obres formen part de las col·leccions Llinas (Nova York), Fundació Vila Casas (Barcelona), Werner Joung (Colònia)o Casa de las Américas (La Habana) i s' exposen, entre d'altres, als museus Museo de Arte Contemporáneo (Bogotá), MAQUI-Museo de Arte de Armenia y del Quindío (Colòmbia), Museu Comarcal i Ajuntament de Mataró (Mataró).

## Obra[8]
A continuació es detallen les obres més destacades de l'artista:
- Intervenció artística a la Capella de Sant Martí de Capellada (diferents formats,2016)
- Sèrie Calidoscopis (Sèrie de pintures,2014)[13]
- Cadira per la Pau (Escultura,2013)[14]
- Avatar (Escultura,1998)